# اولی اشتیلیکه
اولی اشتیلیکه بازیکن فوتبال و مدافع اهل آلمان است که از سال ۱۹۷۵ میلادی عضو تیم ملی فوتبال آلمان بوده است. وی در ۴۲ بازی ملی حضور داشته است و آخرین بازی ملی خود را در سال ۱۹۸۴ میلادی انجام داد. اولی اشتیلیکه در بازی‌های ملی‌اش ۳ گل به ثمر رساند.